# Козмин Раду
Козмин Раду (рум. Cosmin Radu; Букурешт, 9. новембар 1981) је румунски ватерполиста. Сезоне 2012./2013. играо је за хрватски клуб ХАВК Младост. Прије је играо за италијанску Флоренцију. Играо је на европским првенствима 2006, 2010, 2012. и 2014.. Био је најбољи стрелац Светског првенства 2011..